# Danny Shittu
Danny Shittu, né le 2 septembre 1980 à Lagos (Nigeria), est un footballeur international nigérian qui évoluait au poste de défenseur.

## Biographie

### En club
Plus de quatre ans après avoir quitté le club, il signe à nouveau pour les Queens Park Rangers le 27 janvier 2011.
Le 21 mai 2012, QPR annonce que Shittu est libéré à l'issue de son contrat, qui court jusqu'au 30 juin.
Le 13 août suivant, il signe un contrat d'un an en faveur de Millwall.
À l'issue de la saison 2014-15, il est libéré par Millwall.

### Carrière internationale
Il a participé à la Coupe d'Afrique des nations 2010 avec l'équipe du Nigeria.